# Тищенко, Геннадий Иванович
Геннадий Иванович Тищенко (14 июля 1948, Баку — 20 июля 2024, Москва) — советский и российский режиссёр-мультипликатор, кинорежиссёр, художник и сценарист.

## Биография
Геннадий Тищенко родился в Баку. Большое влияние в юности оказали на него книги Константина Циолковского и Ивана Ефремова:
Именно книги Циолковского и Ефремова сформировали во мне веру в то, что лишь исследование и освоение Вселенной гарантирует гармоничное развитие земного общества и бессмертие человечества
В 1966—1968 годах учился на курсах художников-мультипликаторов при киностудии «Азербайджанфильм». В 1960-е годы начал писать картины на фантастические темы. В 1970 году победил на Международном конкурсе художников-фантастов «Мир завтрашнего дня». В 1974—1979 годах учился на архитектурном факультете Азербайджанского инженерно-строительного института.
После окончания Высших курсов сценаристов и режиссёров (мастерская Качанова Р. А.) Тищенко работал над мультфильмами как режиссёр, художник-мультипликатор и сценарист. Дипломной работой стал мультфильм «Из дневников Ийона Тихого» (1985) по мотивам рассказа Станислава Лема. Работал в творческом объединении «Экран» (1988—2000). Снял около десяти мультфильмов, в том числе «Вампиры Геоны», «Хозяева Геоны» и «АМБА» — начало неосуществлённого сериала «Звёздный мир». Снимал рекламные и музыкальные клипы, документальные фильмы.
В 2004 году на фестивале «Звёздный мост» был показан мультфильм «Мистер Блисс» по одноимённой сказке Толкина.
В качестве художника Г. И. Тищенко является соавтором книг «Иван Ефремов» в серии ЖЗЛ (М.: Молодая гвардия, 2013) и «Переписка Ивана Ефремова» (М.: Вече, 2016).
Умер 20 июля 2024 года в Москве в возрасте 76 лет. Похоронен на Дмитрово-Черкасском кладбище в Твери.

## Фильмография

### Мультфильмы
- 1986 — Из дневников Ийона Тихого. Путешествие на Интеропию
- 1987 — И эхом отзовётся (https://www.youtube.com/watch?v=U1iOFTBBR0I)
- 1988 — Берегите лес!
- 1989 — Миссия пришельцев
- 1990 — Почему куры денег не клюют?
- 1991 — Вампиры Геоны
- 1992 — Хозяева Геоны
- 1993 — Пипа и бык
- 1994 — Потому что без воды...
- 1994 — 1995 — АМБА
- 1997 — Фантомагия (1-я серия)
- 1998 — Фантомагия (2-я серия)
- 2004 — Мистер Блисс
- 2005 — Кот
- 2006 — Олифаунт
- 2006 — Фаститакалон
- 2007 — Фириэль

### Документальные фильмы
- 2003 — Будущее России
- 2005 — Тайна Ивана Ефремова
- 2005 — Внеземной разум